# باشگاه فوتبال توران یایپان
باشگاه فوتبال توران یایپان یک باشگاه فوتبال ازبکستانی در شهر یایپان است. این تیم در سال ۲۰۱۷ تأسیس شده و اکنون در لیگ برتر فوتبال ازبکستان بازی می‌کند.